# موزه ملی فیلیپین

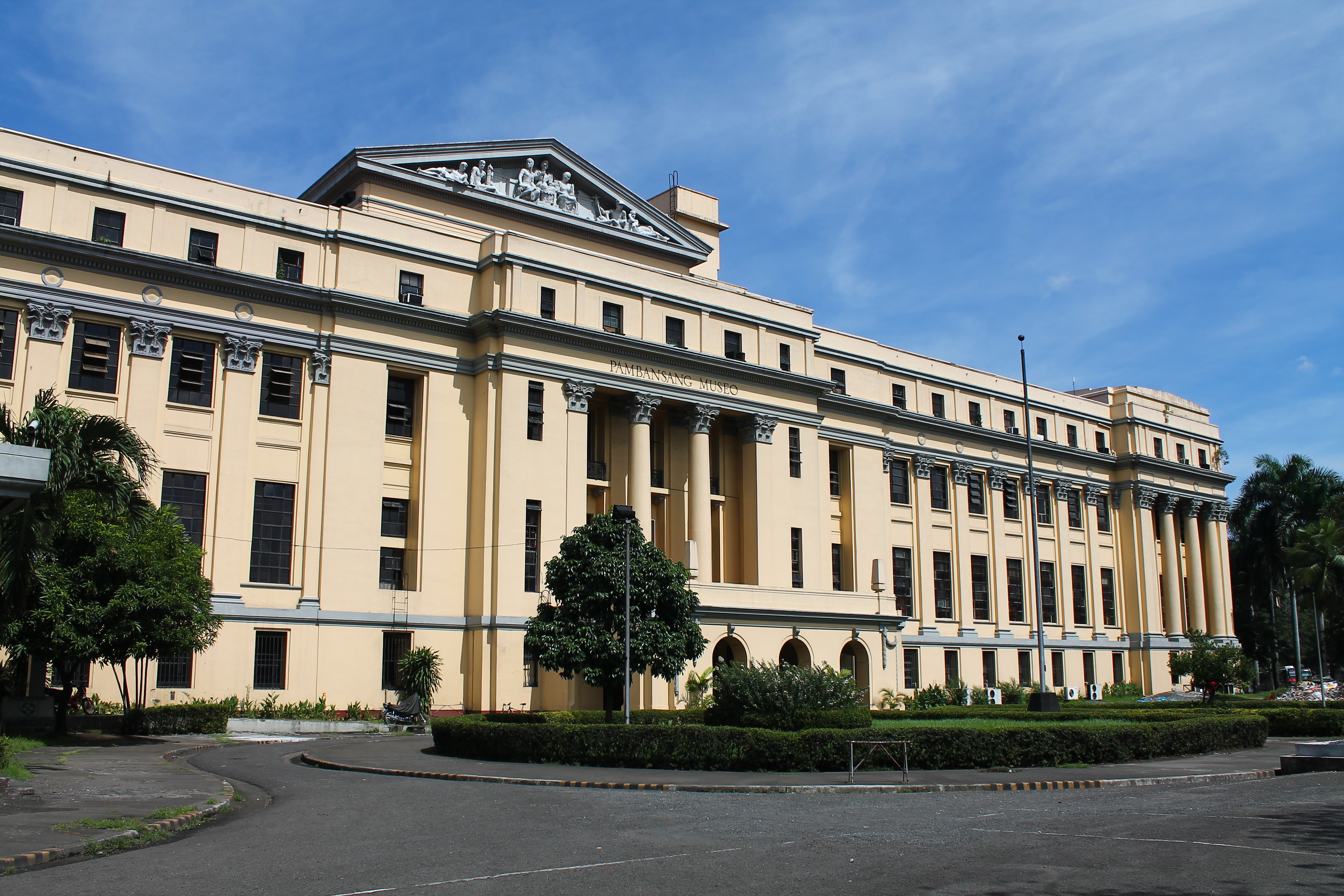
موزه ملی فیلیپین

موزه ملی فیلیپین (به فیلیپینی: Pambansang Museo ng Pilipinas) یک سازمان دولتی چتری است که بر تعدادی از موزه‌های ملی فیلیپین از جمله مجموعه‌های مردم نگاری، مردم‌شناسی، باستان‌شناسی و هنرهای تجسمی نظارت می‌کند. از سال ۱۹۹۸ موزه ملی، آژانس نظارتی و اجرایی دولت فیلیپین در بازسازی و حفاظت از املاک مهم فرهنگی، اماکن و رزروها در سراسر فیلیپین می‌باشد.

## تاریخچه
قدیمی‌ترین موزه ملی تا به امروز، موزه جزیره ای مردم‌شناسی، تاریخ طبیعی و تجارت است که تحت اداره آموزش عمومی بود که در سال ۱۹۰۱ توسط کمیسیون فیلیپین ایجاد شد. در سال ۱۹۰۳، موزه متعاقباً به وزارت کشور منتقل شد و به دفتر تحقیقات قوم‌شناسی تغییر نام داد.

## موزه‌ها

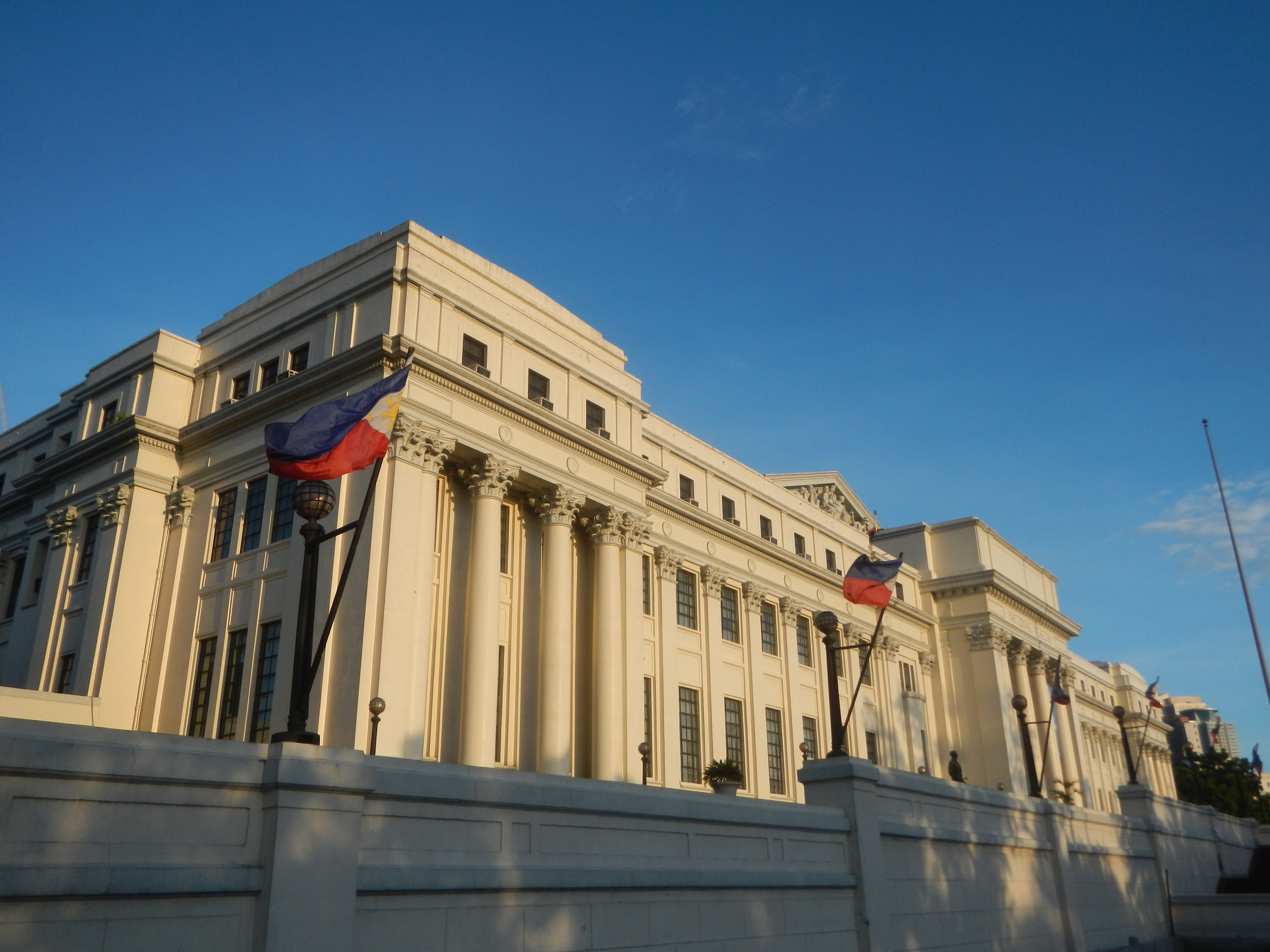
موزه ملی فیلیپین

### موزه ملی هنرهای زیبا
موزه ملی هنرهای زیبا که در گذشته گالری هنر ملی نامیده می‌شد، در ساختمان قدیم قوه مقننه قرار دارد. این ساختمان در ابتدا به عنوان کتابخانه عمومی در نظر گرفته شده بود که در طرح دانیل برنهام در سال ۱۹۰۵ برای مانیلا پیشنهاد شده بود.

### موزه ملی مردم‌شناسی
موزه ملی مردم‌شناسی، که در گذشته به عنوان موزه مردم فیلیپین شناخته می‌شد، جزئی از موزه ملی فیلیپین است که بخش باستان‌شناسی، بخش قوم‌شناسی، نمایشگاه، بخش تحریریه و خدمات تولید رسانه (EEMPSD)، خدمات وابسته به بازرگانی دریایی و بخش میراث فرهنگی زیر آب (MUCHD)، و بخش خدمات موزه (MSD)، همگی در آن جای دارند.

### موزه ملی تاریخ طبیعی
اخیراً اعلام شد که ساختمان سوم این مجموعه موزه ای - ساختمانی که در حال حاضر توسط اداره جهانگردی اشغال شده‌است، پس از انتقال اداره و انتقال به محل دائمی خود در ماکاتی، باید به موزه ملی تاریخ طبیعی تبدیل شود. موزه ملی تاریخ طبیعی در مرکز خود دارای یک ساختار برج شش ضلعی است که پایه ای برای سقف گنبدی شکل بوده و باعث تهویه کل ساختمان خواهد بود.

### افلاک نمای ملی
برنامه افلاک نما در دهه ۱۹۷۰ توسط مدیر سابق موزه ملی گودوفردو آلکاسید پدر و با کمک آقای ماکسیمو پی ساکرو، جونیور از دفتر آب و هوای فیلیپین و یکی از بنیانگذاران انجمن نجوم فیلیپین برنامه‌ریزی شد.

### موزه‌های منطقه ای
موزه ملی همچنین تعداد زیادی موزه منطقه ای خارج از مترو مانیل ایجاد کرده‌است. این موزه‌های منطقه ای در آنگونو (استان ریزال)، پادره بورگوس در ویگان (ایلوکوس سور)، کابایان (بنگوت)، کیانگان (ایفوگائو)، مگسینگال (ایلوکوس سور)، پورتو پرنسسا (پالاوان)، بوتوان در منطقه کاراگا، تاباکو (آلبای)، فورت پیلار در شهر زامبانگا، بوآک (ماریندوکه) و جولو (سولو) یافت می‌شوند. در سال ۲۰۱۸، شعبات منطقه ای در باسکو در باتانس و ایلوایلو در استان ایلوایلو تأسیس شدند.

### دیگر بناهای برجسته
موزه ملی موزه منطقه ای ویسایاس غربی (منطقه -۶) خود را در مرکز توانبخشی ایلوایلو سابق میزبانی می‌کند، یک زندان که در سال ۲۰۰۶ با انتقال زندانیان به محل جدید BJMP متروکه شد. زندان استانی ایلوایلو که در سال ۱۹۱۱ ساخته شده‌است، یک دارایی مهم فرهنگی از جمله به رسمیت شناختن اهمیت استثنایی فرهنگی، هنری و تاریخی آن برای فیلیپین می‌باشد. NMP همچنین یک دفتر ماهواره برای ویسایاس غربی در سالن شهرداری جارُ قدیمی یک مکان میراثی تعیین شده، در شهر ایلوایلو که توسط معمار خوان آرلانو طراحی شده‌است را اداره می‌کند.